# پسر خوشگل
« پسر خوشگل» (به انگلیسی: Beautiful Boy (Darling Boy)) تک‌آهنگی از جان لنون است که در سال ۱۹۸۱ میلادی منتشر شد.